# Jérôme Pétion de Villeneuve
Jerôme Pétion de Villeneuve (3. ledna 1756 Chartres – polovina června 1794 Bordeaux) byl francouzský právník a politik v době Velké francouzské revoluce.

## Život
Narodil se roku 1756. Pracoval nejprve jako advokát v Chartres, stal se stal poslancem na zasedání generálních stavů za třetí stav. Tak tedy roku 1789 přijel do Paříže a brzy se vyprofiloval jako zásadní protivník Mirabeaua a stal se široce známým svými útoky proti králi Ludvíku XVI. a hlavně jeho ženě královně Marii Antoinettě. V prosinci 1790 byl zvolen předsedou parlamentu a v červenci 1791 se stal předsedou pařížského trestního tribunálu. Z titulu této funkce zorganizoval brutální zacházení s královskou rodinou zadrženou na útěku.
Dne 16. listopadu 1791 byl Villeneuve zvolen pařížským starostou, když jeho protikandidátem byl Lafayette; funkci vykonával do 15. října 1792, s přestávkou od 6. července do 13. července 1792, kdy tuto funkci vykonával Philibert Borie. Stal se známým bezohledným radikálem a podporoval krvavé události v červenci až září 1792, které znamenaly konec monarchie ve Francii. V Národním konventu, jehož prvním předsedou byl, se přidal ke girondistům a hlasoval pro smrt krále bez odkladu.
Poté, co byla odhalena zrada generála Dumourieze, využil této události Robespierre jako zbraň proti Villeneuvovi a ostře na něho zaútočil. Dne 31. května 1793 byl Pétion oficiálně obžalován a 2. června 1793 byl krátce zatčen. Podařilo se mu však z vězení utéci na jih Francie, kde se až do června 1794 skrýval. Byl však odhalen a opět prchl se svým politickým společníkem Francoisem-Nicolasem Buzotem do okolí Bordeaux, kde brzy poté byly v jeskyni nalezeny jejich mrtvoly částečně ohlodané vlky. Český výbor z jeho a Louvetových pamětí vyšel v překladu A. Gottwalda v Praze roku 1913.

## Fotogalerie

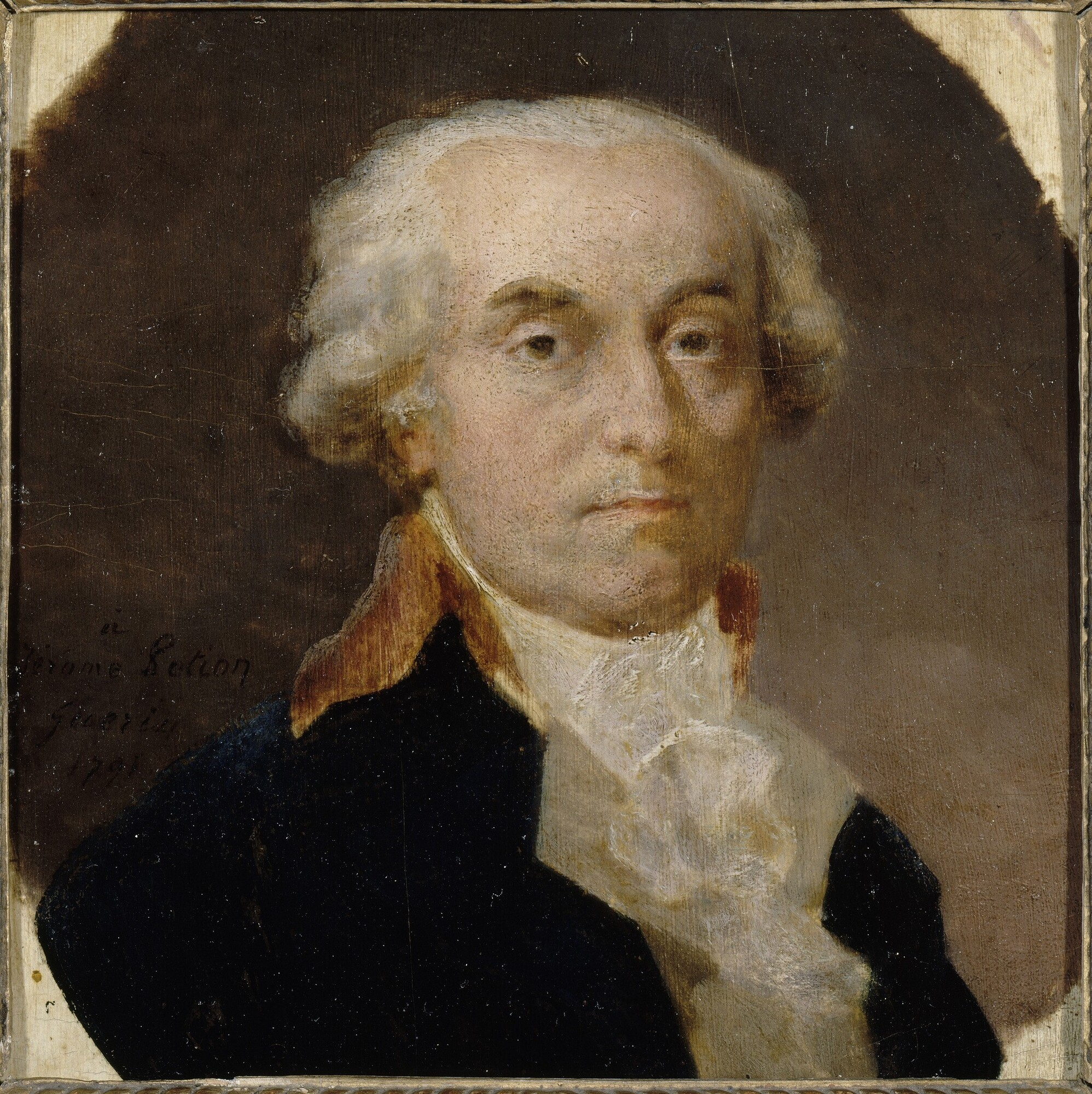
Jérôme Petion de Villeneuve
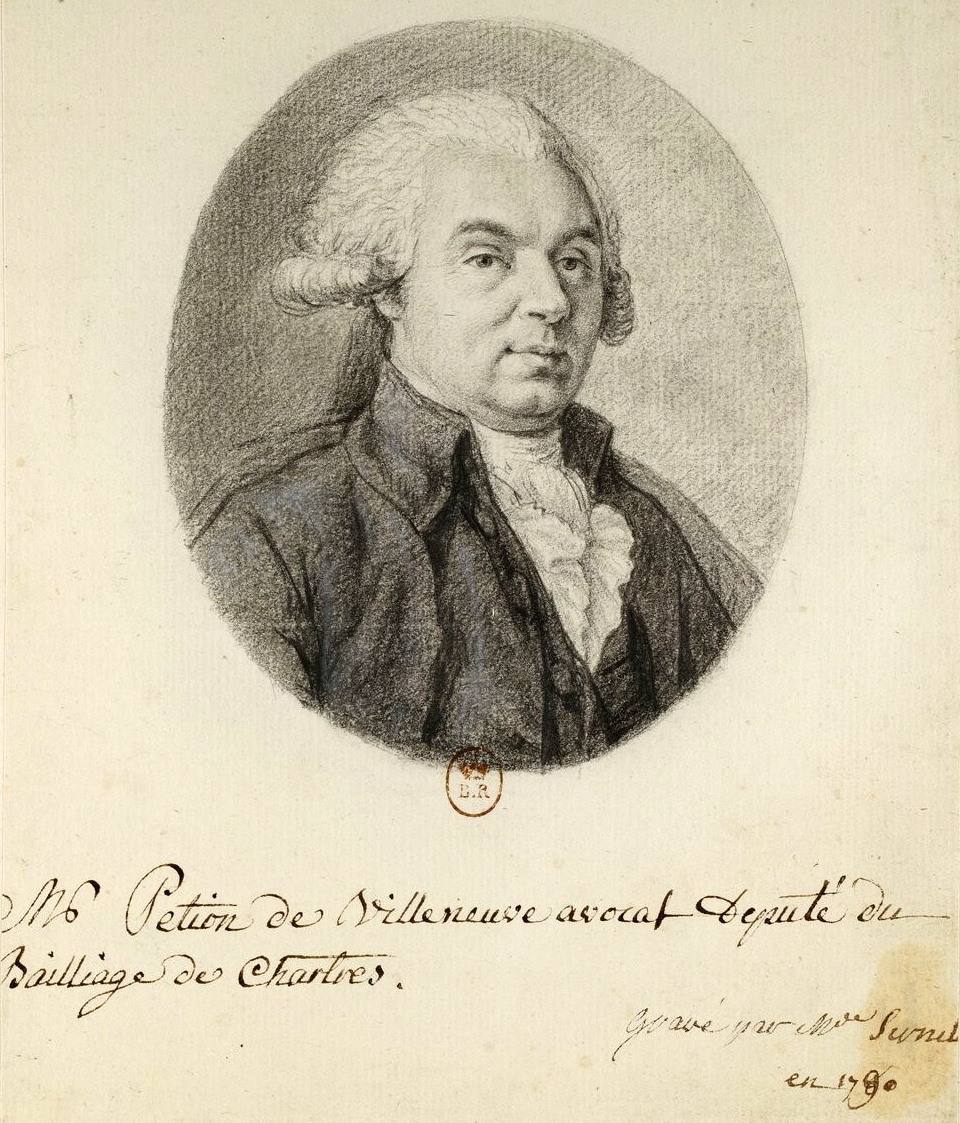
Jérôme Pétion de Villeneuve
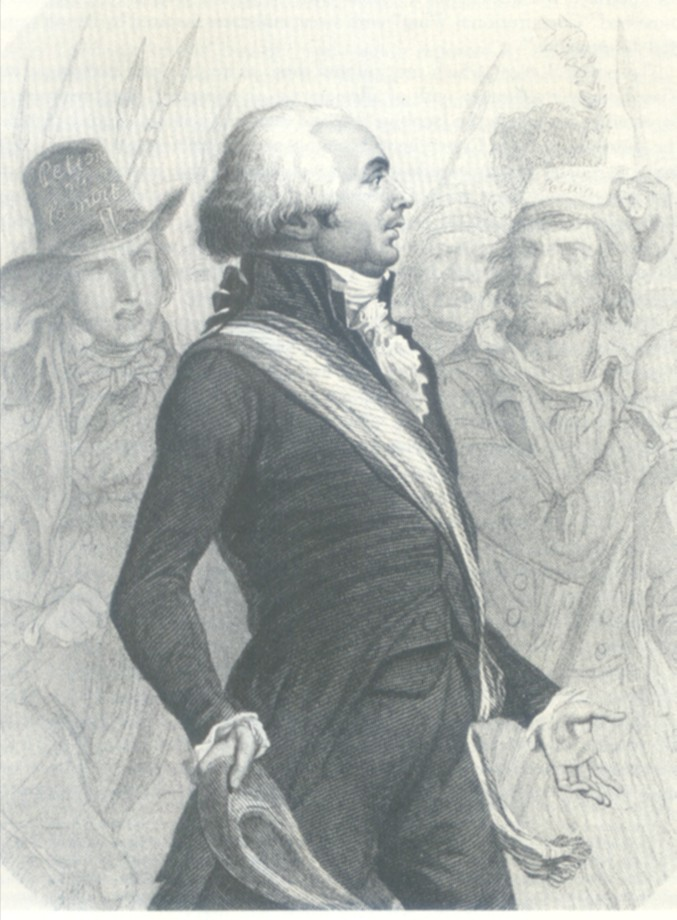
Jérôme Pétion de Villeneuve
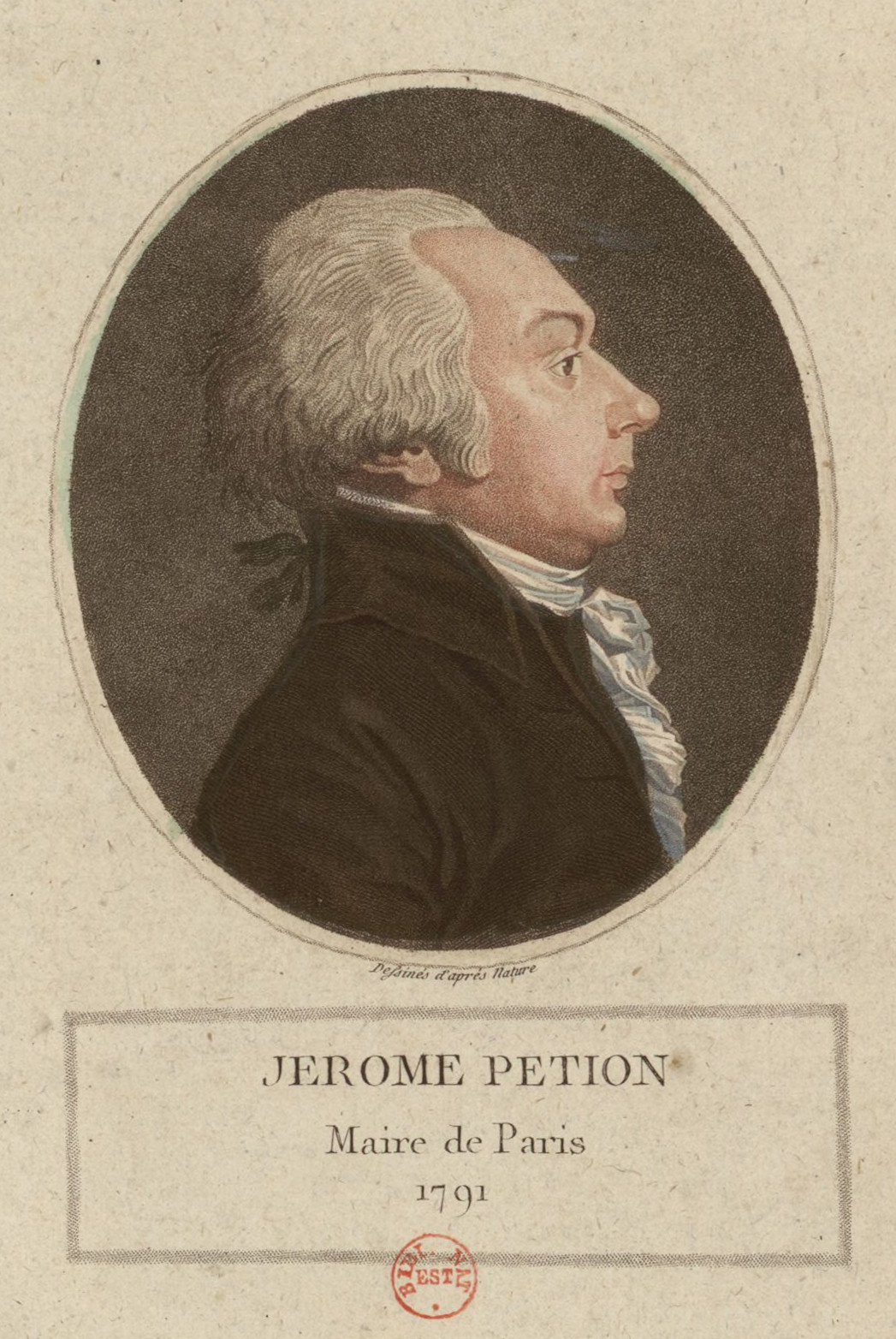
Jérôme Pétion de Villeneuve
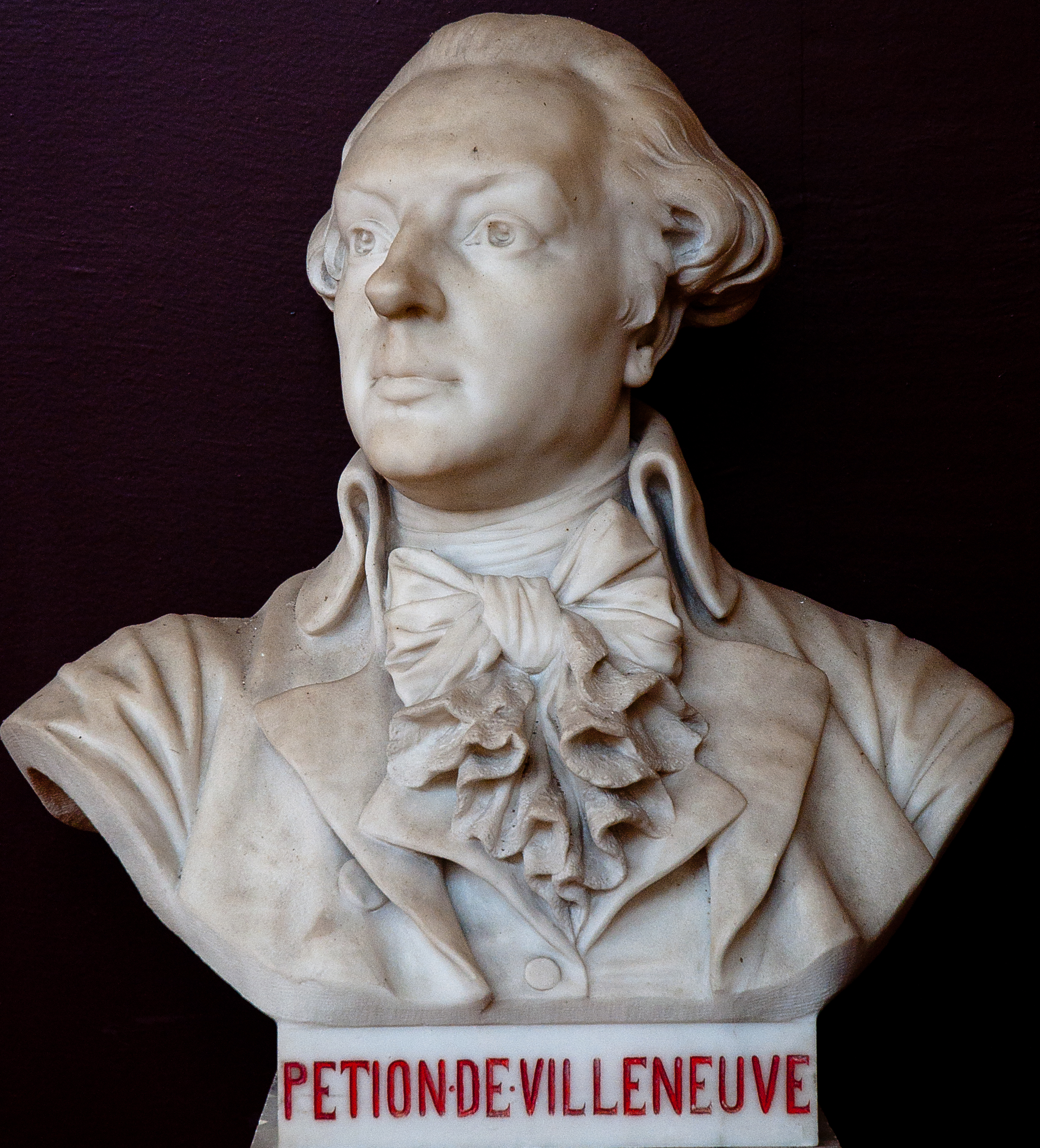
Jérôme Pétion de Villeneuve (busta ve Versailles)